# Jens Sætter-Lassen
Jens Frederik Sætter-Lassen (født 6. februar 1986) er en dansk skuespiller. Jens Sætter-Lassen er student fra Ordrup Gymnasium og er uddannet skuespiller fra Statens Teaterskole. Desuden har han lagt stemme til Tumle i Den Lille Havfrue i 1998.
I 2014 spillede han Peter i DRs stort anlagte historiske dramaserie 1864, der er instrueret af Ole Bornedal. Det er den dyreste produktion DR nogensinde har produceret.
I 2019 begyndte Jens at livestreame på platformen Twitch, hvor han bl.a. spiller computerspillet Counter-Strike og gør brug af sine kompetencer inden for skuespil i form af Talkshows mm. Jens er også formand for en organisation ved navn +1 CHATTITUDE, som tilstræber en god tone på nettet, med plads til sjov og selvironi, og som Jens selv skriver: "Det handler om at reagere både, når folk ikke taler pænt, men egentlig også når folk taler pænt. På den måde kan vi også skabe et stærkere og mere kærligt sammenhold". Jens går under navnet wonderbai på sin egen Twitch-Kanal.
I 2023 spillede han den unge C.F. Tietgen i den dramadokumentariske serie Matadorerne på DR i 2023.

## Privat
Han er søn af skuespillerne Vibeke Hastrup og Søren Sætter-Lassen.
Han er gift med skuespillerkollegaen Neel Rønholt. Sammen har de datteren Ellen, der blev født i 2014. I slutningen af februar 2018, blev de forældre til datteren Franka.

## Filmografi
- Alletiders Nisse (1995) - barn
- Alletiders Julemand (1997) - peter
- Olsenbandens første kup (1999) - Egon Olsen
- Lærkevej (2010)
- ID:A (2011)
- Borgen 3 (2013)
- 1864 (2014) - Peter
- Euroman (Short, 2015)
- Badehotellet (2016-2019)
- Bedrag (2016)
- 1864 - brødre i krig (2016)
- Thorn (2017)
- Gidseltagningen (2017)
- Nipskanalen (2018)
- Sygeplejeskolen (2019-2021)
- Grethes jul (2020)
- Fogedretten (2021)
- Fars Drenge (2021)
- Skyggen i mit øje (2021)
- Matadorerne (2023)

### Stemmearbejde
- Stuart Little (1999) - Anton
- Den lille havfrue (2000, genindspilning) - Tumle
- Bluey (2019-nu) - Bandit

## Teater
- Mågen (2011) på Det Kongelige Teater
- Fakiren fra Bilbao (2012) på Folketeatret
- Tartuffe (2012) på Grønnegårds Teatret
- Diva Min (2012) på Teater V
- Glasmenageriet (2015) Folketeatret
- Lille mand hva nu? (2015) Folketeatret